# セルローズファイバー

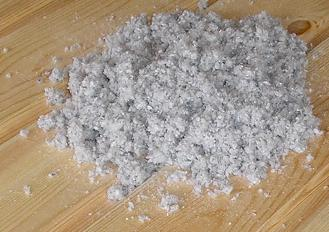
セルローズファイバーの粉末

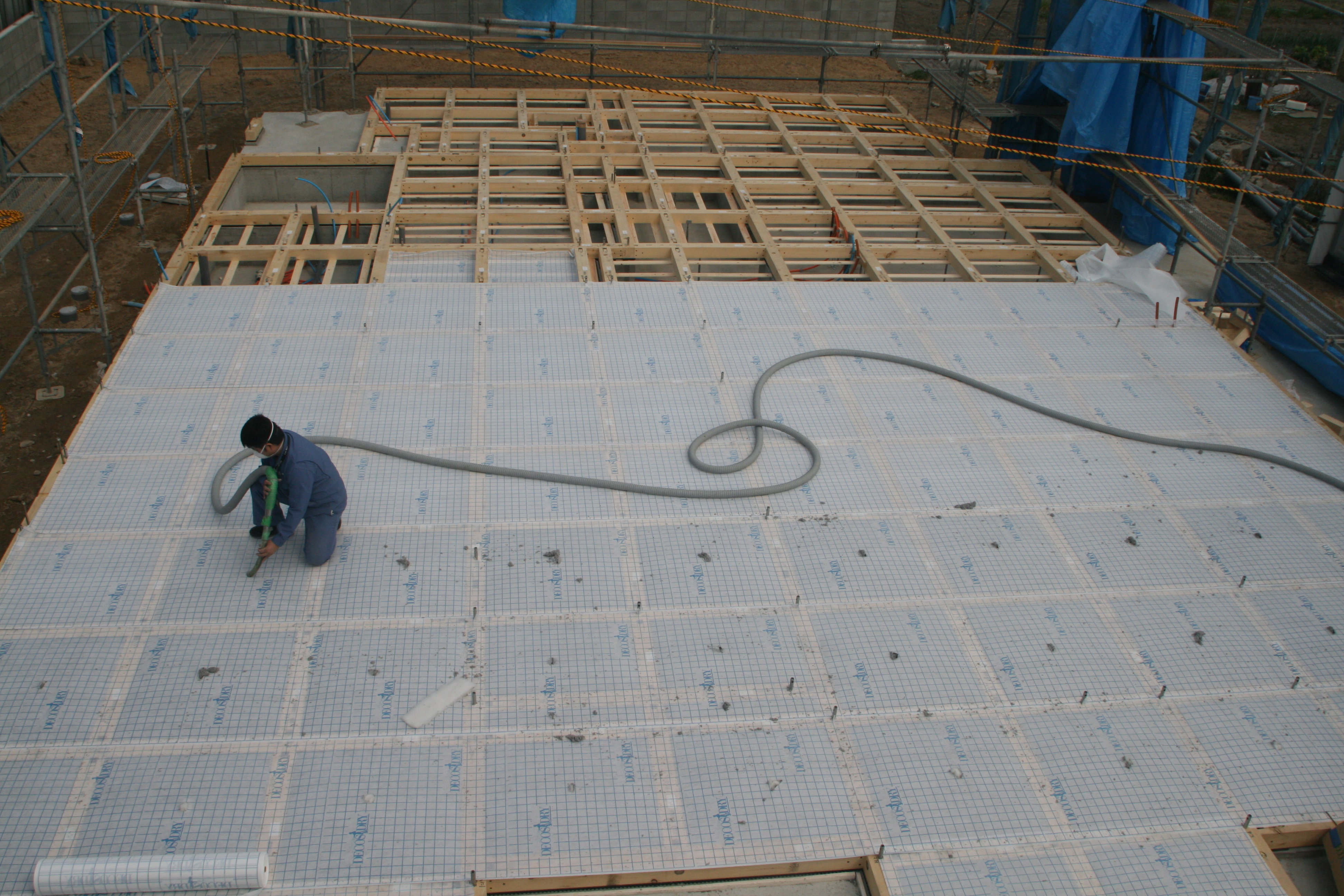
床面への施工（乾式）

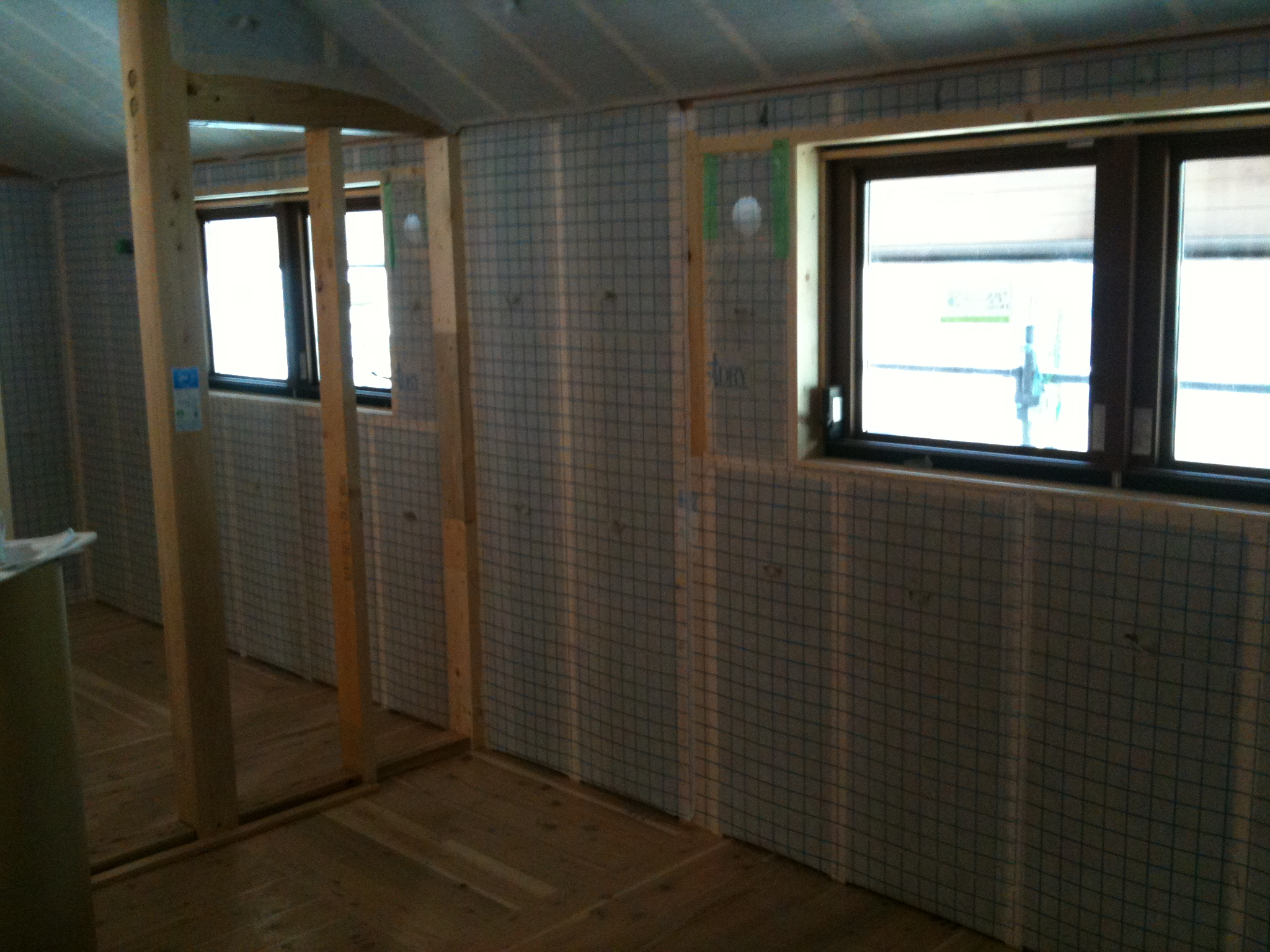
壁面への施工（乾式）

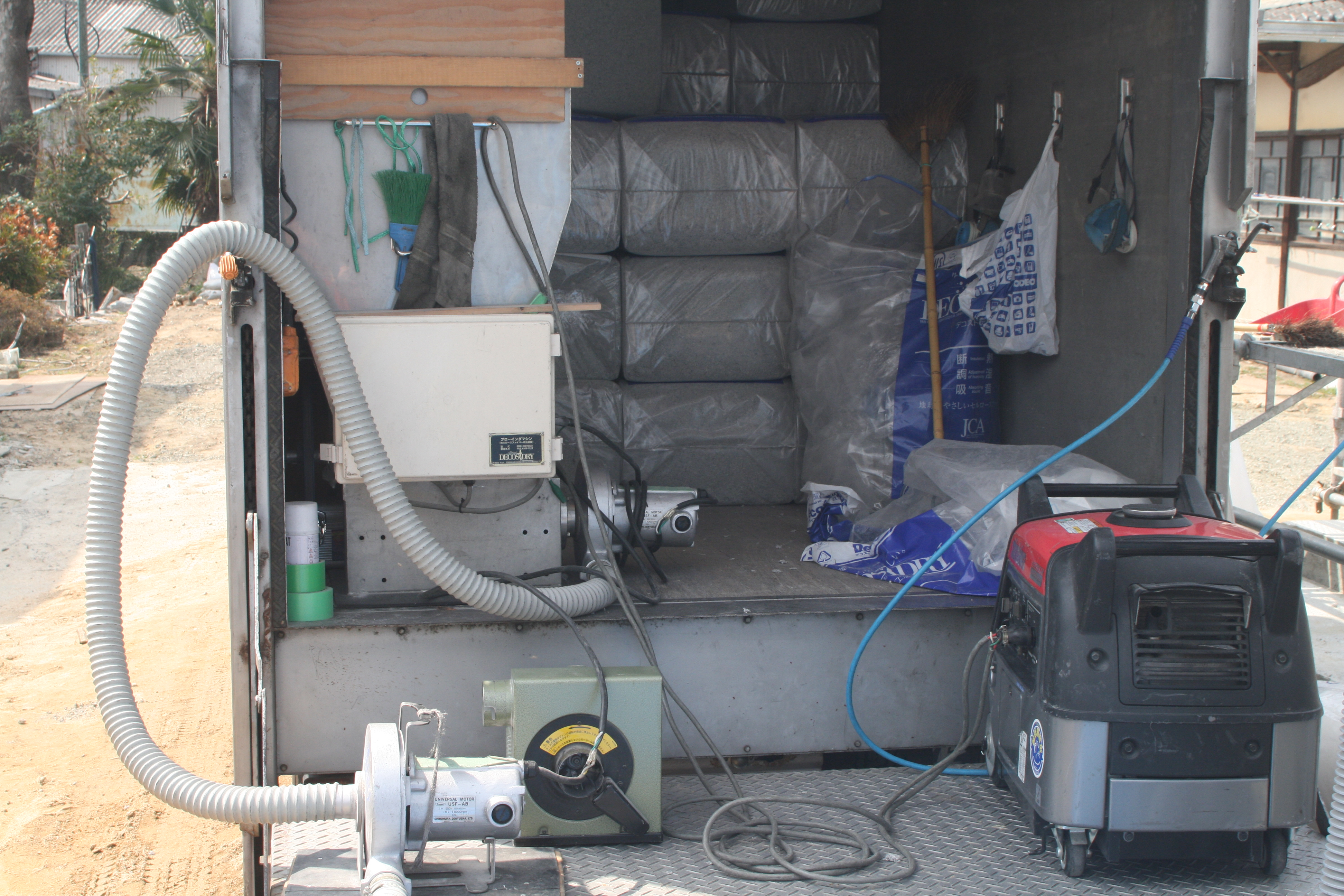
セルローズファイバー施工に必要な機器

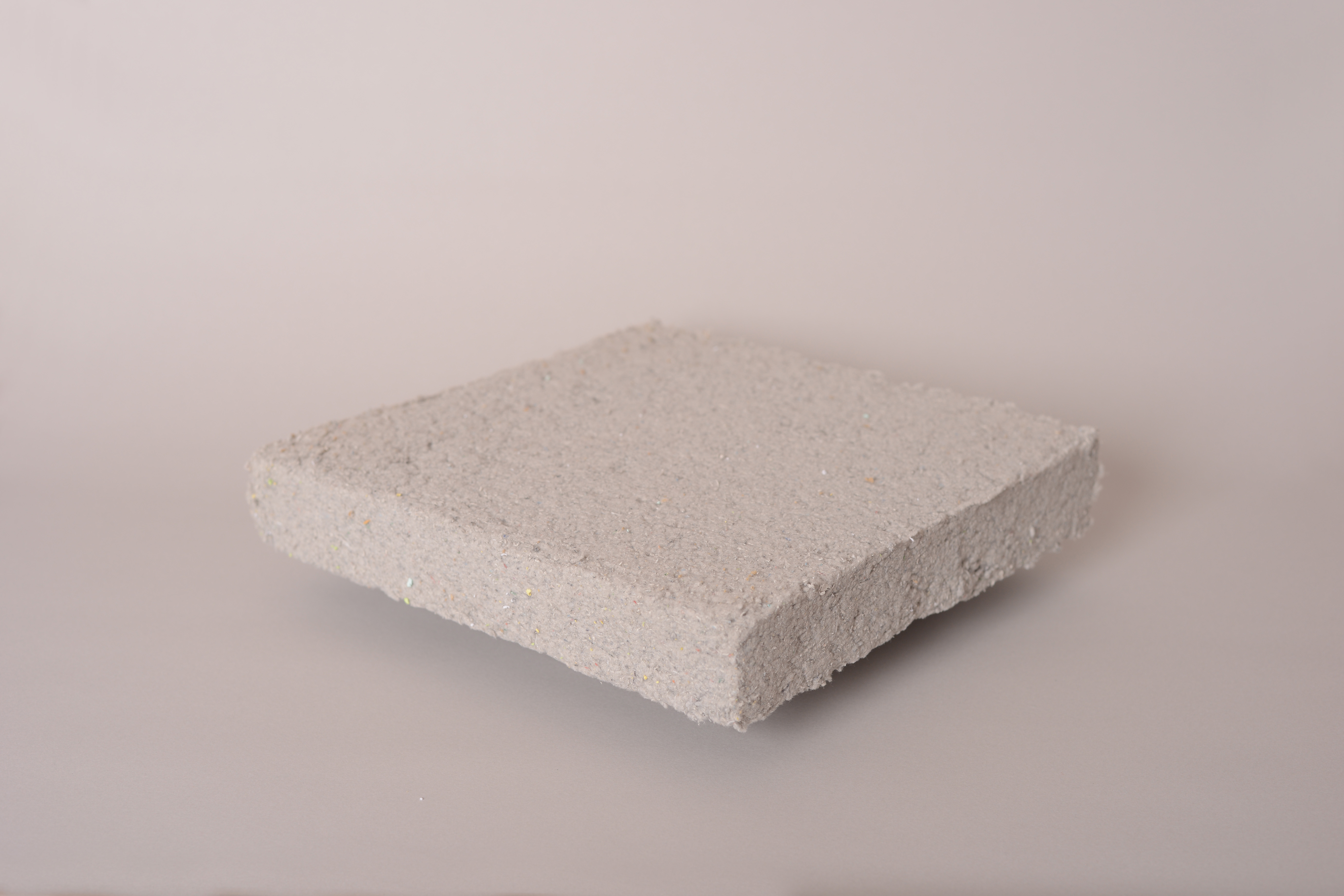
マット状のセルローズファイバー

セルローズファイバー（英: Cellulose insulation、セルローズ断熱材）は、木質繊維を使用して製造された断熱材である。断熱性能は住宅用グラスウール24k・32k相当で、熱伝導率は0.038 W/mk前後である。

## 歴史
セルローズ断熱材は、古来より用いられる断熱材の一つであり、綿・おがくず・トウモロコシの穂軸・新聞紙などの多くの種類が利用されてきた。現代のセルローズ断熱材は古新聞などを裁断して難燃剤を添加したものであり、1950年代に開発され1970年代よりアメリカ合衆国で一般に使用され始めた。

## 製造
主に古新聞またはダンボールを原料に製造される。原料は廃品回収で集めたものではなく、製造したものの市場には流通しなかった余剰品が用いられる。セルロース原料を裁断・攪拌し、さらに難燃剤としてホウ酸や硫酸アンモニウムを添加したうえで製造される。

## 施工
湿式と乾式があるが、いずれも専用の機材を必要とする。双方とも床や天井にも施工できる。

### 湿式
接着剤と水を混入し、スプレーガンで構造体や壁に吹き付け自然乾燥させる。施工には時間がかからないが、乾燥に1ヶ月以上時間がかかり、また一度に施工できる厚みに限度があり、日本の在来木造住宅の筋交いの裏側には施工しづらいため、日本の住宅ではあまり施工されず、鉄筋コンクリート構造や鉄骨構造などの大型建築物などで使用される。ウレタン吹きつけとは異なり、余剰分はそぎ落とし、再度使用することができる。
乾式のように粉塵は発生しないが、勾配天井には施工しにくい。

### 乾式
柱と柱の間に透湿防水シートを張り、その内部にブロアーでセルローズファイバーを圧送して充填する。理論的に施工する厚みには限度はないが、自重による沈降を防ぐために、規定の圧力で吹き込む必要がある。規定の圧力で吹き込みが実施されていれば沈降は発生しない。さらに非木質系の繊維を混入させることにより材料を改質し、長期の沈下に対応するものもある。吹き込み後の密度は60 kg/m3にもなる。
施工時に粉塵が舞うのが欠点だが、勾配天井にも施工できる。

## 特徴

### 利点
- ホウ酸を添加しているため難燃性である。ガスバーナーで直接加熱しても、表面が炭化するのみで燃焼しない[3]。準不燃材料として認定を受けている[4]。
- ホウ酸を添加しているため防虫作用がある。木材腐朽菌、シロアリ、ゴキブリ、ダニ、その他の食材昆虫を寄せ付けない[5]。
- ホウ酸を添加しているため撥水性があり、過剰な吸湿を抑える効果がある[6]。
- ホウ酸を添加しているためカビが発生しない[7][8]。
- 水蒸気を透過するため、壁内結露の原因とならない。またセルローズファイバー自体に調湿作用（吸湿性）がある。
- 断熱性能を出すために高密度に施工されるので重量があり（16kのグラスウールの3倍以上）、副次効果として防音効果が極めて高い。硬質石膏ボード2枚と10 cm厚のセルローズファイバーで構成された壁で-60 dBの防音作用[9]がある。
- 壁での施工では、コンセントや筋交いがあっても、隙間なく施工できる。配管や配線、ダウンライトなどがある天井であっても、天井にセルローズファイバーを隙間なく降り積もらせて施工することにより、高い気密性と防音性をもたせることができる。これにより気密テープと接着剤の使用量を減らすことが出来る。
- グラスウールやロックウールのように皮膚への刺激作用がないので、施行時に皮膚や口腔の違和感が少ない。
- 結露しないので、防湿シートや防湿層が不要である[10][11]。

### 欠点
- セルローズファイバーは、壁に施工した場合、材料・施工費を合わせて、一般的な住宅用断熱材であるグラスウールやロックウールと比較して1.2倍程度の値段である[12]。
- 新規にセルローズファイバーの施工に取り組む場合には、専用機材を必要とするために、初期投資が必要である。さらに、正確な施工には実技指導会などの講習が必要である。
- 断熱性能を出すために重量があり、天井が重くなる傾向がある。
- 天井に吹き積もらせる場合は、屋内配線がセルローズファイバーに埋もれてしまい、リフォーム時に手間がかかる。
- 施工時にセルローズファイバーの粉末が舞い、あと始末に手間がかかる。
- 壁の部分で充填が不完全だと、自重で沈降して、上部に隙間が出来てしまう（規定どおり充填されていれば30年相当の過酷な加振動試験でも沈降は発生しない）。
- 天井断熱をするなら、ダウンライトに密閉型の製品が必要である。

## その他
- 「専用機材が必要」・「手間がかかる」という点が倦厭され、日本の大手ハウスメーカーでは大和ハウスが天井断熱で使用する程度である。アメリカ合衆国において住宅用断熱材として35 %を占める[13]。
- ホウ酸の添加について安全性を疑う見解も存在するが、ホウ酸の致死量は成人15 - 20 g[14]と、かなり多量であり、これより少量の致死量である薬品は住宅に多種類使用されている（ホルマリンの致死量は5 - 10 g）。また半数致死量で比較すると、2000 - 4000 mg/kgであり、塩化ナトリウム（食塩）よりやや少ない[15]程度である。ホウ酸の蒸気圧は非常に低く（砂糖や食塩より低い）、蒸気としてホルマリンのように吸入摂取する心配もない[16]とされ、ホウ酸の添加は安全性に問題ないとされている。
- 過去に悪質な業者が、指定の吹き込み量を遵守せず、後々に壁内部のセルローズファイバーの沈下が問題になった事例がある。
- 近年、マット化されたセルローズファイバーが開発され、施工の手間の軽減及び粉末の問題などの欠点を補った製品が登場している。[17]

## セルローズファイバーを製造している国内企業
- 日本製紙木材
- 王子製紙
- 吉永商事
- デコス
- エコパルトン